# Звёздные войны XXX: Порнопародия
«Звёздные войны XXX: Порнопародия» (англ. Star Wars XXX: A Porn Parody) — хардкорный порнофильм, снятый на студии «Vivid» в 2012 году. Является порнографической пародией на киноэпопею «Звёздные войны». Фильм получил ряд наград в кино, и был высоко оценён кинокритикой.

## Синопсис
Давным-давно, в старой, доброй пародии…
И настала гражданская война. После десятилетий брюзжания, звездолёты оппозиции выиграли первое сражение против Империи. В течение этой баталии шпионы вскрыли «SpaceBook», страницу императора, узнали подробности его частной жизни и украли чертежи Звезды Смерти. Принцесса Лея, осознав свою сексуальность, несётся на полной скорости к родной планете, с чертежами, в надежде, что они смогут дать свободу всей галактике.

### Сексуальные сцены
1. Allie Haze — Лексингтон Стил.
2. Jennifer White — Tom Byron.
3. Aiden Ashley — Kimberly Kane.
4. Gia DiMarco — Rihanna Rimes — Danny Wylde — Деррик Пирс.
5. Brandy Aniston — Eve Laurence — Hef Pounder.
6. Allie Haze — Rocco Reed — Seth Gamble.

## Награды
- AVN Award 2013: Best Parody — Comedy[5]
- AVN Award 2013: Best Art Direction
- AVN Award 2013: Best Director — Parody
- AVN Award 2013: Best Supporting Actor (Tom Byron)
- AVN Award 2013: Best Screenplay — Parody
- AVN Award 2013: Best Overall Marketing Campaign -Individual Project
- AVN Award 2013: Best Selling/Renting Title of the Year
- XRCO Award 2013: Best Parody (Comedy)

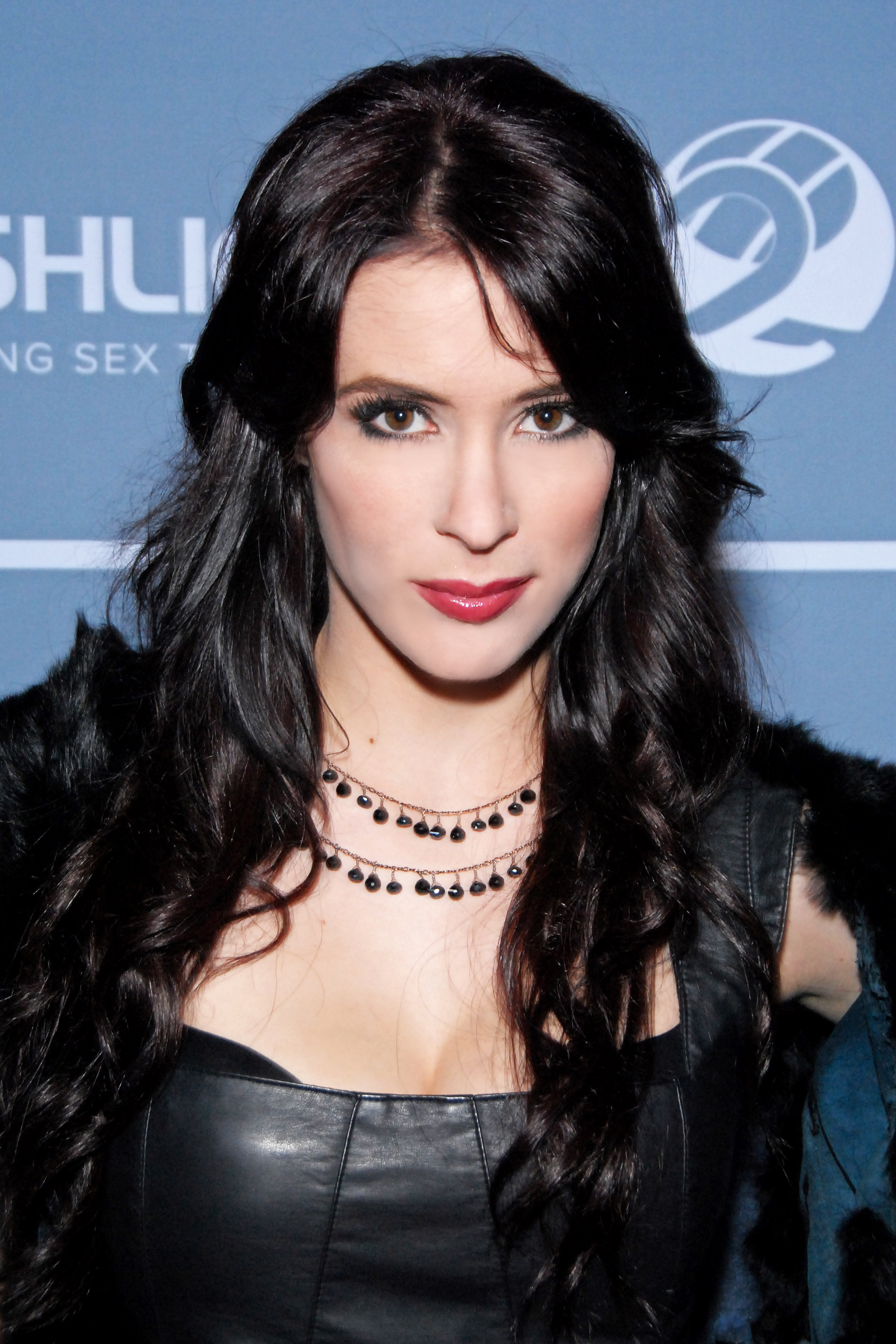
Айден Эшли сыграла роль Бреа Тонника

- XBIZ Award 2013: Best Actress — Parody Release (Allie Haze)
- XBIZ Award 2013: Best Actor — Parody Release (Seth Gamble)[6]
- 2013 — XBIZ — Best Scene — Parody Release
- 2013 — XBIZ — Best Special Effects
- 2013 — XBIZ — Director of the Year — Parody
- 2013 — XBIZ — Parody Release of the Year — Comedy
- 2013: XCritic Fan Choice Award — Best Parody — Comedy